# Cipo
Cipo és una cooperativa d'integració sociolaboral de persones amb discapacitat intel·lectual de la regió de Sabadell. L'empresa d'economia social va ser fundada l'any 1968 per un grup de mares i pares de joves amb discapacitat intel·lectual, preocupats pel futur dels seus fills un cop acabat el cicle escolar. D'aquesta manera va néixer el taller de tèxtil, i més tard es va posar en marxa l'activitat de bugaderia industrial. Posteriorment, juntament amb la Fundació ONCE, va crear una nova empresa, Cipo-Flisa, on hi va traslladar l'activitat de bugaderia.
Des del 2010 l'entitat ha de respondre als efectes de la crisi econòmica que són dobles: d'un costat les subvencions de la Generalitat són gelades i les bonificacions de la Seguretat Social suprimides, i d'un altre costat, els clients habituals redueixen per mesura d'estalvi el consum de serveis de jardineria o de bugaderia. Es cerquen noves línies de producció. El maig de 2012 Cipo comptava amb 180 usuaris, 80 dels quals estaven contractats pel Centre Especial de Treball, i a data d'octubre de 2013 donava feina a més de mig miler de persones. Malgrat que les subvencions de les administracions havien minvat i que havia hagut de retallar sous, la cooperativa havia trobat altres fórmules de supervivència i ha esdevingut una de les empreses més grans de Sabadell.
El gener de 2012, participà en la creació del clúster «Créixer» una iniciativa d'uns quinze empreses d'economia social de treball que té com a finalitat «crear més i millors llocs de treball per a persones amb majors dificultats, mitjançant estratègies de col·laboració empresarial». El 2012, les empreses del clúster en total donaven feina a uns 7000 treballadors.

## Reconeixements
- 2007: Premi Medi Ambient de la Generalitat de Catalunya a actuacions de reducció i reciclatge de residus pel projecte de reciclatge d'oli domèstic.[7]
- 2009: Premi Cambra de Medi Ambient, Seguretat i Salut, atorgat per la Cambra de Comerç de Sabadell.[8]